# 学校法人白百合学園 (東京都)
学校法人白百合学園（がっこうほうじんしらゆりがくえん）とは、日本の学校法人。

## 概要
設立母体はカトリックの女子修道会であるシャルトル聖パウロ修道女会（総本部：イタリア・ローマ）の日本管区本部（東京都千代田区九段北2-4-1。東京の白百合学園の隣で、靖国神社の参道脇）。東京・千代田区に置かれている本部校は、幼稚園に於いても女児のみである。
キリスト教の教えを大切にする学校であり、朝礼時に全校生徒で御祈りをする文化は設立以来続いている。また、クリスマスミサや卒業ミサ、入学ミサなど生徒がキリスト教に触れる機会を多く作っている。
系列校としてシャルトル聖パウロ女子修道会が創立に協力した聖ヨゼフ学園小学校、聖ヨゼフ学園中学校・高等学校(両校とも神奈川県横浜市鶴見区)があり、部活動などにおいて児童・生徒の交流が行われている。

## 沿革
- 1904年 - 社団法人日本聖保禄（パウロ）会の設立が認可され、社会事業と共に学校経営にもあたる。
- 1936年 - 社団法人日本聖保禄会が財団法人白百合学園となる。
- 1946年 - 全国5ヶ所に所在する姉妹校を財団法人白百合学園として統合する。
- 1948年 - 学制改革により、姉妹校をすべて白百合学園と名称を統一する。
- 1951年 - 財団法人から学校法人に組織変更。

## 設置校

### 現在設置している学校
- 白百合学園（東京都千代田区九段北）
  - 白百合女子大学（東京都調布市）
  - 仙台白百合女子大学（宮城県仙台市泉区本田町）
  - 白百合学園幼稚園
  - 白百合学園小学校
  - 白百合学園中学校・高等学校
- 函館白百合学園（北海道函館市）
  - 函館白百合学園幼稚園
  - 函館白百合学園中学校・高等学校
- 盛岡白百合学園（岩手県盛岡市）
  - 盛岡白百合学園幼稚園
  - 盛岡白百合学園小学校
  - 盛岡白百合学園中学校・高等学校
- 仙台白百合学園（宮城県仙台市泉区紫山）
  - 仙台白百合学園幼稚園
  - 仙台白百合学園小学校
  - 仙台白百合学園中学校・高等学校
- 湘南白百合学園（神奈川県藤沢市）
  - 湘南白百合学園幼稚園
  - 湘南白百合学園小学校
  - 湘南白百合学園中学・高等学校
- 函嶺白百合学園（神奈川県足柄下郡箱根町）
  - 函嶺白百合学園小学校
  - 函嶺白百合学園中学校・高等学校
- 八代白百合学園（熊本県八代市）
  - 八代白百合学園幼稚園
  - 八代白百合学園高等学校
- 関町白百合学園（東京都練馬区関町北）
  - 関町白百合学園幼稚園

### かつて設置していた学校
- 仙台白百合学園
  - 仙台白百合短期大学
- 湘南白百合学園
  - 白百合短期大学
- 函嶺白百合学園
  - 函嶺白百合学園幼稚園

## 関係校
- 聖ヨゼフ学園中学校高等学校（神奈川県横浜市鶴見区）創立にあたり「白百合学園」を経営するカトリック女子修道会シャルトル聖パウロ修道女会の協力を得えた関係により「関係校」としている。白百合の姉妹校球技大会への参加、姉妹校推薦として白百合女子大学への進路がある。